# Revolutionair Comité van de Chinese Kwomintang
Het Revolutionair Comité van de Chinese Kwomintang (vereenvoudigd Chinees: 中国国民党革命委员会; traditioneel Chinees: 中國國民黨革命委員會; pinyin: Zhōngguó Guómíndǎng Gémìngwěiyuánhuì) (RCCK) is een van de acht geregistreerde kleine politieke partijen in de Volksrepubliek China onder het Eenheidsfront geleid door de Communistische Partij van China.
De partij werd in 1948 opgericht door linkse leden van de Kwomintang die tijdens de Chinese Burgeroorlog braken met die partij, voornamelijk uit onvrede over het beleid van Chiang Kai-shek. Het Revolutionair Comité beweert de ware erfgenaam te zijn van de nalatenschap van Sun Yat-sen. Eind 2017 telde het 131.410 leden.
Erevoorzitster van de partij Song Qingling was vicepresident van de Volksrepubliek China tussen 1959 en 1975, erevoorzitster van het Permanente Comité van het Nationaal Volkscongres tussen 1976 en 1978, en honorair president van de Volksrepubliek China in mei 1981. Ook voorzitter Li Jishen bekleedde meerdere hoge posities binnen de Centrale Volksregering tussen 1949 en 1959.
Onder de officieel gesanctioneerde politieke partijen van de Volksrepubliek China wordt het Revolutionair Comité gezien als de tweede in status na de Communistische Partij zelf. Zo bezit de partij het op een na hoogste aantal zetels (30%) in de Politieke Consultatieve Conferentie van het Chinese Volk en beheert het tal van activa op het vasteland van China, waarvan sommige voorheen eigendom waren van de Kwomintang.

## Geschiedenis
Na het einde van de Tweede Wereldoorlog werd de relatie tussen de Chinese Kwomintang en de Chinese Communistische Partij steeds gespannener en dreigde een hervatting van de jarenlange burgeroorlog.
In 1945 en 1946 vormden leden van de linkervleugel van de Kwomintang respectievelijk de Drieprincipesvereniging (三民主义同志联合会) en de Vereniging ter bevordering van Democratie van de Chinese Kwomintang (中国国民党民主促进会) in Chongqing en Guangzhou.
In november 1947 werd in Hongkong de eerste gezamenlijke vertegenwoordigende vergadering van de linkerzijde van de Kuomintang gehouden; op 1 januari 1948 kondigde de vergadering de officiële oprichting aan van het Revolutionair Comité van de Chinese Kwomintang en werd Song Qingling, de weduwe van Sun Yat-sen, benoemd tot erevoorzitter van het Revolutionair Comité (ondanks dat ze nooit formeel toetrad tot de commissie).
Voorzitter Li Jishen, He Xiangning en Feng Yuxiang werden gekozen als het centrale leiderschap van de organisatie.
In 1949 werden Li Jishen en andere vertegenwoordigers van het RCCK door de Communistische Partij van China uitgenodigd om deel te nemen aan de Politieke Consultatieve Conferentie van het Chinese Volk.
Na de oprichting van de Volksrepubliek China in oktober 1949 behielden leden van het Revolutionair Comité hun posities in de gemeentelijke en centrale regeringen.
In november 1949 werd in Peking het tweede congres van het Revolutionair Comité van de Chinese Kwomintang gehouden waar de Vereniging ter bevordering van Democratie van de Chinese Kwomintang, de Drieprincipesvereniging en andere leden van de linkervleugel van de Kwomintang overeen kwamen om samen te voegen met het Revolutionair Comité.
Tegenwoordig concentreert het Revolutionair Comité van de Chinese Kwomintang zich op het verbeteren van de betrekkingen met de Kwomintang op Taiwan, en bestaat het lidmaatschap voornamelijk uit de afstammelingen van de revolutionairen van de originele Kwomintang.

## Centrale Commissie
De Centrale Commissie van het Revolutionair Comité van de Chinese Kwomintang heeft zes afdelingen, waaronder het Algemeen Bureau en afdelingen voor Organisatie, Propaganda, Verbindingen, Sociale Diensten en Onderzoek.

### Voorzitters van de Centrale Commissie
1. Li Jishen (李济深), 1948–1959
2. He Xiangning (何香凝), 1960–1972
3. Zhu Yunshan (朱蕴山), 1979–1981
4. Wang Kunlun (王昆仑), 1981–1985
5. Qu Wu (屈武), 1987–1988
6. Zhu Xuefan (朱学范), 1988–1992
7. Li Peiyao (李沛瑶), 1992–1996
8. He Luli (何鲁丽), 1996–2007
9. Zhou Tienong (周铁农), 2007–2012
10. Wan Exiang (万鄂湘), 2012–heden

### Erevoorzitters van de Centrale Commissie
1. Song Qingling (宋庆龄), 1948–1949
2. Qu Wu (屈武), 1988–1992
3. Zhu Xuefan (朱学范), 1992–1996
4. Hou Jingru (侯镜如), 1992–1994
5. Sun Yueqi (孙越崎), 1992–1995

### Voorzitters van provinciale commissies
- Han Youwen (韩有文), voorzitter van de Xinjiang-afdeling.

## Verkiezingsgeschiedenis

### Nationaal Volkscongres
| Verkiezingsjaar | Zetelaantal |
| --------------- | ----------- |
| 2017–18         | 43 / 2.980  |